# Selca kod Starog Grada
Selca kod Starog Grada is een plaats in de gemeente Stari Grad in de Kroatische provincie Split-Dalmatië. De plaats telt 20 inwoners (2001).